# Lathrolestes moravicus
Lathrolestes moravicus là một loài tò vò trong họ Ichneumonidae.